# 蒙森鎮區 (明尼蘇達州斯特恩斯縣)
蒙森鎮區（英語：Munson Township）是位於美國明尼蘇達州斯特恩斯縣的一個行政鎮區，於1859年設立。

## 地方資料
蒙森鎮區的面積為97.52平方千米，當中陸地面積為89.51平方千米，而水域面積為8.01平方千米。根據2020年美國人口普查的數據，當地共有人口1450人，而人口密度為每平方千米14.87人。